# Karel de Nerée tot Babberich

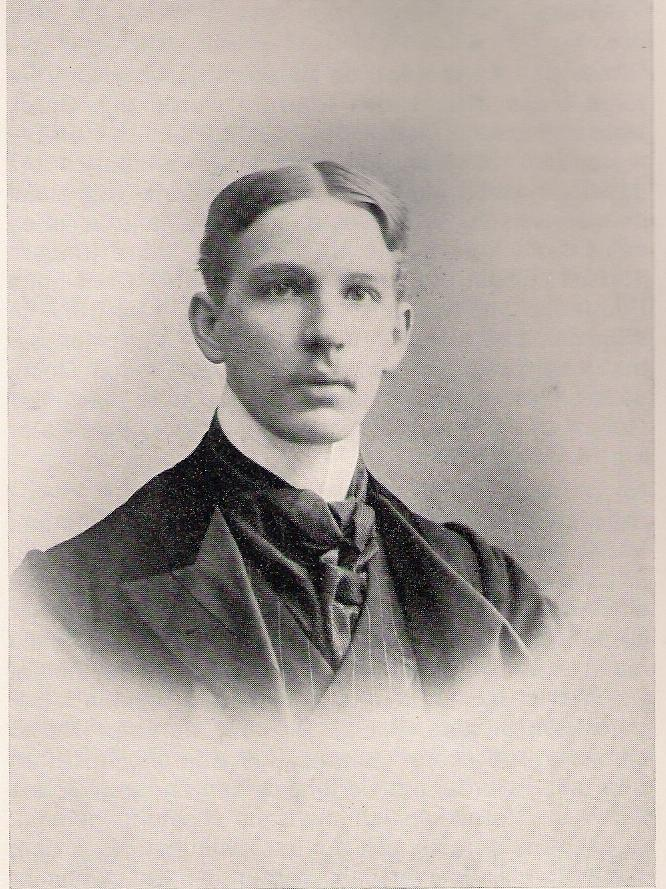
Karel de Neree tot Babberich

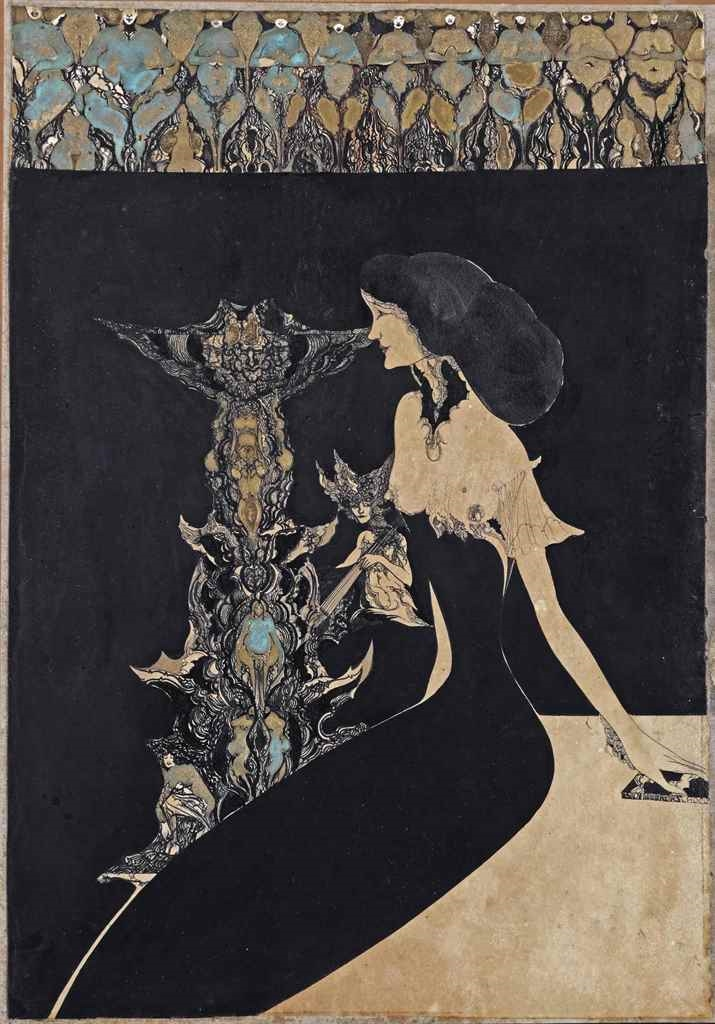
Sitzende elegante Dame

Christophe Karel Henri (Carel) de Nerée tot Babberich (* 18. März 1880 in Zevenaar; † 19. Oktober 1909 in Todtmoos) war ein niederländischer autodidaktischer Grafiker, dessen Werk im dekadenten und symbolistischen Stil von Aubrey Beardsley und Jan Toorop zu den Höhepunkten der niederländischen, symbolistischen Kunst um 1900 zählt.
De Nerée wurde als Sohn von Frederick Nerée tot Babberich (1851–1882) und Constance van Houten (1858–1930) geboren. Karel hatte zwei Brüder, Richard (1878–1945) und Frans (1882–1929). Nach dem frühen Tod seines Vaters zog seine Mutter 1894 mit ihren Söhnen nach Den Haag. Im Alter von fünfzehn Jahren ging De Nerée nach Antwerpen, um an der Handelsschule zu studieren.
De Nerée versuchte um 1898 sich mit der Poesie zu beschäftigen, schuf aber nur zwei französischsprachige Gedichte im Stil von Charles Baudelaire und Paul Verlaine, die erst postum 1916 in der „Revue de Hollande“ erschienen.
Er absolvierte 1898 die konsularische Prüfung in Den Haag und wurde im Innenministerium angestellt.
De Nerée wurde um 1900 mit dem niederländischen Schriftsteller Henri van Booven (1877–1964) befreundet, der ihm das Buch „The Early Work“ (Erstausgabe 1899) von Aubrey Beardsley schenkte.
1901 war De Nerée in Madrid in der diplomatischen Vertretung Hollands tätig. Dort erkrankte er an Tuberkulose, einer Krankheit, die sein zukünftiges Leben bestimmte.
Durch Beardsleys Werke inspiriert, begann De Nerée als Autodidakt Grafiken zu zeichnen. Später, zwischen 1904 und 1905, entwickelte er seinen eigenen einzigartigen Stil. 
Er gilt als einer der wenigen „dekadenten“ niederländischen Vertreter der europäischen symbolistischen Bewegung. Er stellte nicht aus. Erst nach seinem Tod wurde sein Werk ausgestellt. Wegen seiner fortschreitenden Krankheit wurde das Zeichnen und Malen nach 1906 immer schwieriger. 
In den letzten acht Jahren seines Lebens besuchte er Kurorte in der Schweiz, Deutschland und Italien. Die meisten Sommer verbrachte er in Den Haag und im niederländischen Babberich. Er starb im süddeutschen Kurort Todtmoos und wurde in Clarens bei Montreux bestattet.
Er hat auch einige niederländische Künstler beeinflusst, von denen René Gockinga (1893–1962) und Otto Verhagen (1885–1951) die wichtigsten sind.